# Thung lũng Willamette

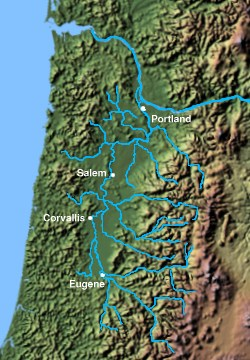
Thung lũng Willamette

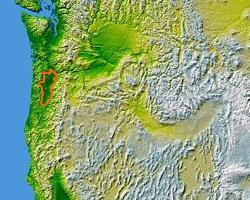
Thung lũng Willamette

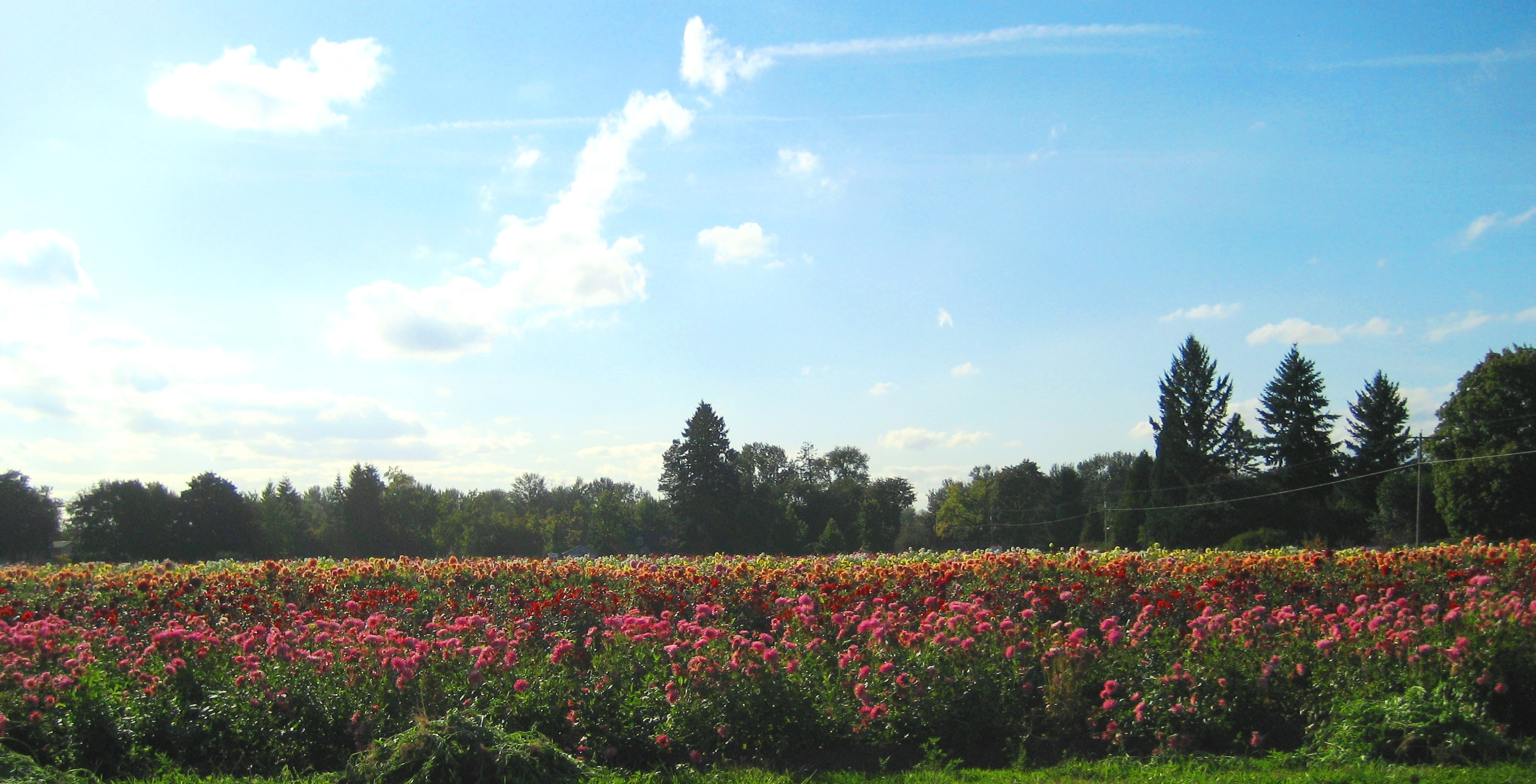
Một đồng hoa thược dược gần Canby

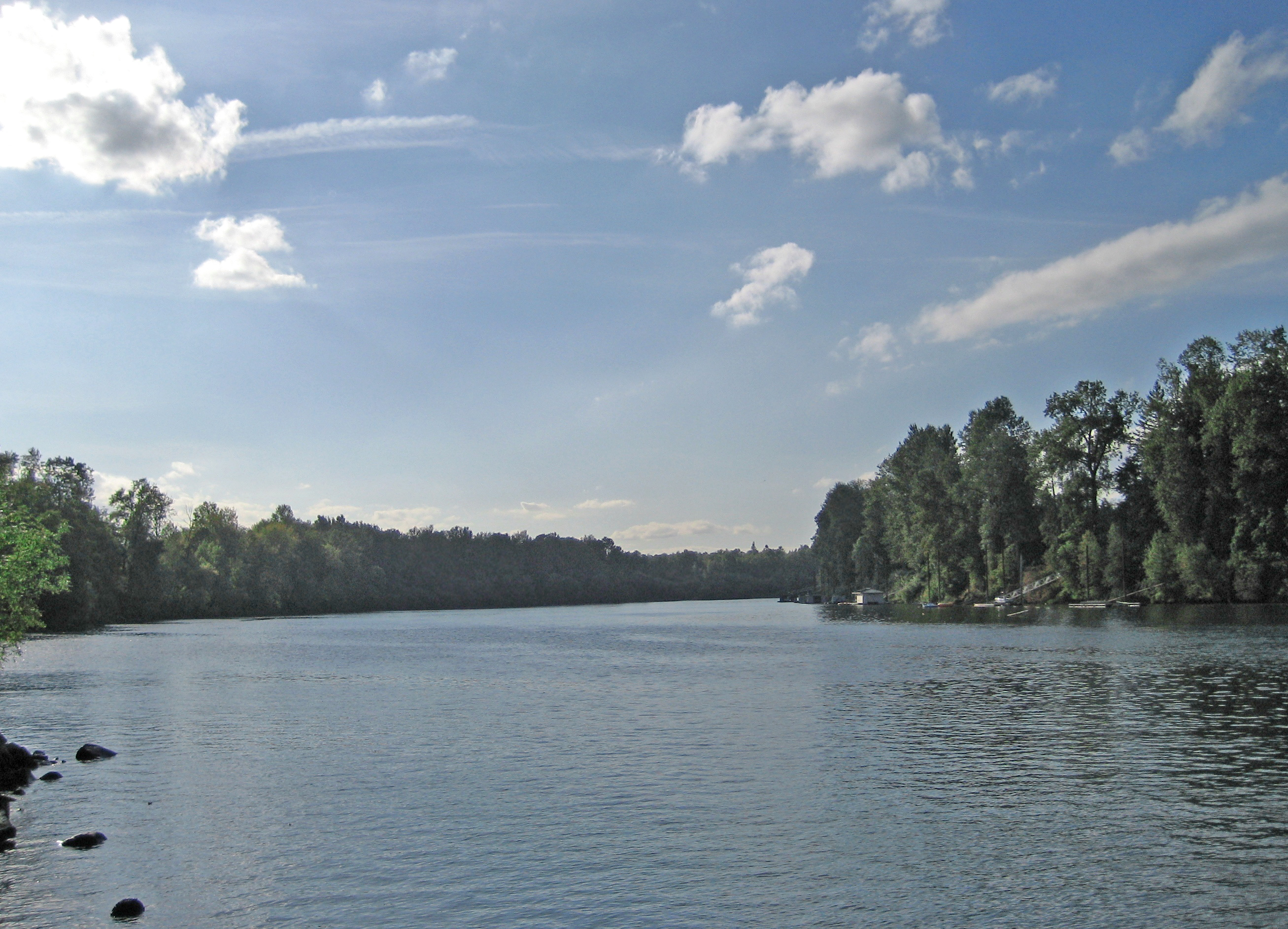
Sông Willamette tại phần phía bắc của thung lũng

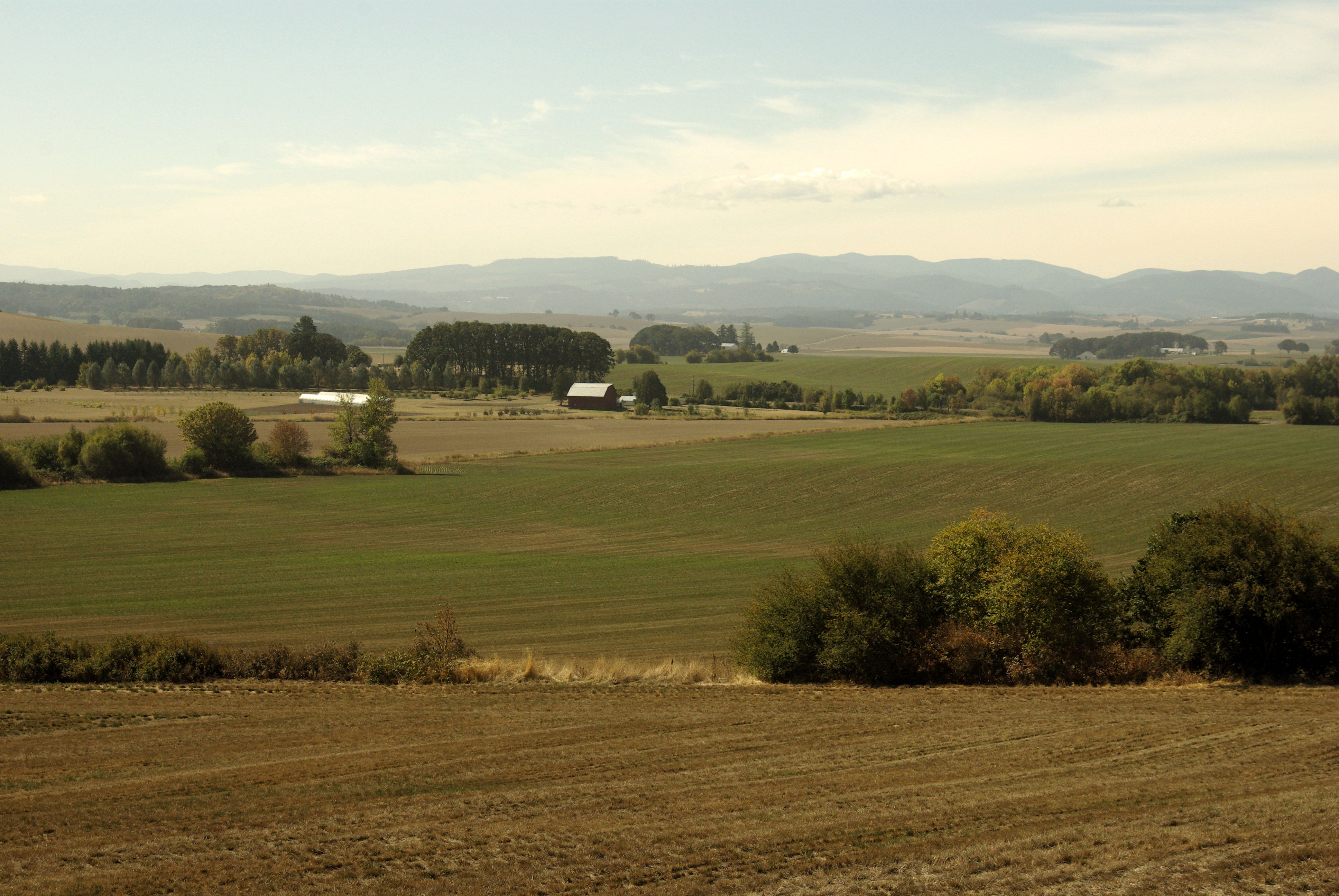
Khung cảnh nông nghiệp của Thung lũng Willamette trong miền bắc Quận Polk

Thung lũng Willamette là một vùng tại tây bắc Oregon của Hoa Kỳ vây quanh Sông Willamette khi sông này tiến về phía bắc từ nơi xuất phát ở các ngọn núi gần Eugene đến nơi hợp lưu với Sông Columbia tại Portland. Là một vùng nông nghiệp trù phú, thung lũng là nơi chọn đến của các di dân trên Đường mòn Oregon trong thập niên 1840. Nó đã hình thành trung tâm văn hóa và chính trị của Oregon từ những ngày còn là Lãnh thổ Oregon. Thung lũng này là nơi cư ngụ của 70% dân số Oregon.

## Mô tả
Thung lũng có thể được định nghĩa đơn giản là một bình nguyên rộng của Sông Willamette có ranh giới phía bắc là Dãy núi Duyên hải Oregon và phía đông là Dãy núi Cascade. Nó có ranh giới phía nam là Dãy núi Calapooya chia nước thượng nguồn của Sông Willamette khỏi thung lũng Sông Umpqua, khoảng 25 dặm Anh (40 Km) về phía nam của Thung lũng Bí mật. Xa lộ Liên tiểu bang 5 chạy theo chiều dài của thung lũng nối liền các cộng đồng dân cư chính của nó.
Vì những quan tâm chính trị và văn hóa khác nhau nên Vùng đô thị Portland cũng như thung lũng Sông Tualatin thường không được tính vào theo thuật từ sử dụng địa phương. Ngoài ra, những sườn phía đông của Dãy núi Duyên hải và nhữg sườn phía tây của Dãy núi Cascade từ Oakridge đến Hồ Detroit có thể được xem là một phần của Thung lung Willamette theo ý nghĩa văn hóa mặc dù là những khu vực đồi núi.
Các thành phố luôn được xem là một phần của Thung lũng Willamette là Eugene, Corvallis/Albany, và Salem. Trong định nghĩa mở rộng nhất thì thung lũng gồm các quận sau đây: Benton, Polk, Yamhill, Washington, Clackamas, Lane, Linn, Marion, và Multnomah.
Sự giàu có về nông nghiệp của thung lũng là nhờ kết quả của Các trận lụt Missoula mà tràn ngập thung lũng khoảng 40 lần trong khoảng từ 15.000 đến 13.000 năm trước đây ở cuối kỷ băng hà cuối cùng. Các trận lụt xảy ra là do sự tan chảy các đập băng theo định kỳ của Hồ Băng Missoula. Nước đổ xuống Sông Columbia và tràn ngập Thung lũng Willamette cho đến tận Eugene. Nước lụt mang đất băng hà và đất núi lửa giàu khoáng chất từ Đông Washington tụ lại trên nên thung lũng khi nước rút. Đất phân trong Thung lũng Willamette có nơi nằm sâu đến khoảng 0,5 dặm Anh (0,8 km).
Trong thế kỷ 19, thung lũng có người bộ lạc Kalapuya sinh sống. Công ty Vịnh Hudson kiểm soát việc trao đổi mua bán da thú trong thung lũng từ thập niên 1820 đến thập niên 1830. Thung lũng Willamette được nối liền với Thung lũng Trung tâm của California qua Đường mòn Siskiyou. Các khu định cư châu Âu đầu tiên trong thung lũng là tại Oregon City và Champoeg. Trường đại học đầu tiên trên duyên hải phía tây của Hoa Kỳ, nay là Đại học Willamette, được thành lập trong thung lũng tại Salem.
Các sản phẩm nông nghiệp chính của thung lũng gồm có nhiều loại dâu (berries) và rau. Thung lũng cũng sản xuất phần nhiều hột cỏ, cây Giáng Sinh, và quả phỉ bán tại Bắc Mỹ.
Trong những thập niên vừa qua, thung lũng này cũng đã trở thành một nơi sản xuất rượu chính từ các vườn nho trong vùng.

## Văn hóa bình dân
Cuốn sách của David Brin có tựa đề The Postman (được xây dựng thành một phim cùng tên) lấy khung cảnh câu chuyện xảy ra phần lớn trong Thung lũng Willamette Valley hay còn được gọi là Thung lũng Bí mật quanh thị trấn Corvallis.
Thung lũng Willamette Valley xuất hiện khá phù hợp ở đoạn cuối của trò chơi điện tử có tên The Oregon Trail.
Bộ trường thiên tiểu thuyết Emberverse của S. M. Stirling — Dies the Fire, The Protector's War, và A Meeting at Corvallis — xảy ra phần lớn trong Thung lũng Willamette khi kỹ thuật bất chợt sụp đổ. Cả Portland và Corvallis được nói đến nhiều trong bộ tiểu thuyết này.
Trong phim A League of Their Own của Đạo diễn Penny Marshall, các nhân vật Geena Davis và Lori Petty được thấy đang chơi softball và sống trong một nông trại bò sữa trong Thung lũng Willamette phì nhiêu. Nhân vật Davis sau đó trở về sống hết đời của mình ở đó.
Trong bộ tiểu thuyết của Terry Brooks có tựa đề là The Genesis of Shannara, vùng đất Cintra nằm trong Thung lũng Willamette.